# Ricky Walden
Ricky Walden, född 11 november 1982, är en engelsk professionell snookerspelare. Med sina 193 cm tillhör han de längsta spelarna i världseliten i snooker.
Walden nådde sin hittills största framgång i karriären hösten 2008 då han vann rankingturneringen Shanghai Masters efter att ha slagit Ronnie O'Sullivan i finalen med 10-8. Det var en av de mest sensationella segrarna någonsin. Det var också första gången som Walden över huvud taget gick längre än till kvartsfinal i en rankingturnering.
Walden hade aldrig lyckats kvala in till VM förrän han under kvalet 2009 besegrade Rod Lawler och Anthony Hamilton, och därmed mötte Mark Selby i huvudturneringen. Walden förlorade matchen 10-6. Fram till säsongen 2008/09 hade han tillbringat flera säsonger bland topp-48 på rankingen, utan att få sitt definitiva genombrott. Inför säsongen 2008/2009 var han rankad som nummer 35 i världen, hans högsta ranking någonsin. Med hjälp av segern i Shanghai steg hans ranking till 20 inför säsongen 2009/2010.

## Titlar

### Rankingtitlar
- Shanghai Masters 2008